# Ɓ
La Ɓ con gancho (minúscula: ɓ) es una letra latina que aparece en el alfabeto internacional africano. Su forma minúscula, ɓ, representa una consonante implosiva bilabial sonora en el Alfabeto Fonético Internacional.
Se utiliza para expresar ese sonido en varios idiomas, especialmente en fula y hausa. También se usó anteriormente o al menos se propuso para el xhosa y zulú.
En la escritura del idioma shona, la forma mayúscula es una forma más grande de la letra minúscula.

## Mayúscula alternativa

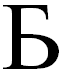
Mayúscula alternativa

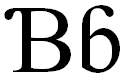
Aspecto canónico

La edición de 1930 de Ortografía práctica para las lenguas africanas utilizaba una forma de mayúscula diferente, similar a la letra cirílica be (Б). Aparece en Liberia en el Nuevo Testamento del idioma Loma, tipografiado en 1971, que usa esta forma mayúscula.

## Códigos en computación
Esta letra se representar con los siguientes caracteres Unicode:
| Carácter      | Ɓ                                | Ɓ                                | ɓ                              | ɓ                              |
| ------------- | -------------------------------- | -------------------------------- | ------------------------------ | ------------------------------ |
| Unicode       | LATIN CAPITAL LETTER B WITH HOOK | LATIN CAPITAL LETTER B WITH HOOK | LATIN SMALL LETTER B WITH HOOK | LATIN SMALL LETTER B WITH HOOK |
| Codificación  | decimal                          | hex                              | decimal                        | hex                            |
| Unicode       | 385                              | U+0181                           | 595                            | U+0253                         |
| UTF-8         | 198 129                          | C6 81                            | 201 147                        | C9 93                          |
| Ref. numérica | &#385;                           | &#x181;                          | &#595;                         | &#x253;                        |

### Letras similares
- Ƃ ƃ (zhuang)
- Б б (cirílico)
- ᵷ (minúscula invertida de g)

### Alfabetos con esta letra
- Alfabeto Internacional de África
- Alfabeto africano de referencia
- Alfabeto pannigeriano
- Alfabetos para los siguientes idiomas específicos:
  - Fula
  - Hausa